# Ян Мертциг
Ян Мертциг (швед. Jan Mertzig, нар. 18 липня 1970, Гуддінге) — шведський хокеїст, що грав на позиції захисника.

## Ігрова кар'єра
Професійну хокейну кар'єру розпочав 1995 року.
1998 року був обраний на драфті НХЛ під 235-м загальним номером командою «Нью-Йорк Рейнджерс».
Протягом професійної клубної ігрової кар'єри, що тривала 9 років, захищав кольори команд «Лулео», «Нью-Йорк Рейнджерс», «Клагенфурт» та «Лінчепінг».
Всього провів 23 матчі в НХЛ.